# Uta
Uta es un género de reptiles de la familia Phrynosomatidae. Sus especies se distribuyen por los desiertos del oeste de América del Norte. Se les llama lagartijas de costado manchado. Se alimentan casi exclusivamente de artrópodos.

## Morfología
Su tamaño varía desde 7 hasta a 50 cm. Excepto en la garganta, su color suele ser gris, pardo u oliváceo, con rayas transversales.

## Comportamiento reproductivo
Los utas tienen un comportamiento reproductivo complejo, que incluye diversos grados de territorialidad, tanto entre los machos como entre las hembras. Su particularidad estriba en que coeexisten dos estrategias, la de defensa del territorio, las parejas y la puesta ante las intrusiones de otros utas, con la de permisividad. Habitualmente, cada especie exhibe ya sea uno u otro comportamiento. Se ha estudiado en Uta stansburiana, que se diferencia en cinco polimorfismos sexuales, tres machos y dos hembras, con los siguientes comportamientos:
- Machos de garganta naranja, son agresivos, tienen territorios extensos donde, en la época de apareamiento, controlan varias hembras. Tienen tendencia a extender su territorio y usurpar el de otros machos.
- Machos de garganta azul, mantienen territorios pequeños con menos hembras; son menos agresivos y a veces se asocian con otros machos de su mismo fenotipo para defender el territorio común.
- Machos de garganta amarilla, no son territoriales. Al ser similares a las hembras de garganta amarilla, no llaman la atención de los otros machos, por lo que deambulan por sus territorios sin ser agredidos y pueden aparearse con las hembras.
- Hembras de garganta naranja, territoriales. Ponen muchos huevos de pequeño tamaño y defienden su territorio contra otras hembras.
- Hembras de garganta amarilla, ponen menos huevos de mayor tamaño y son más tolerantes entre ellas.[2]

## Especies
Listadas alfabéticamente:
- Uta encantadae Grismer, 1994
- Uta lowei Grismer, 1994
- Uta nolascensis Van Denburgh & Slevin, 1921
- Uta palmeri Stejneger, 1890
- Uta squamata Dickerson, 1919
- Uta stansburiana Baird & Girard, 1852
- Uta tumidarostra Grismer, 1994